# Graniti
Graniti es una localidad italiana de la ciudad metropolitana de Mesina, en Sicilia. A fines de marzo de 2021 tiene una población estimada de 1.444 habitantes.

Ubicación de la ciudad de Graniti dentro de la provincia de Mesina.

## Evolución demográfica
| Gráfica de evolución demográfica de Graniti entre 1861 y 2001 |
|                                                               |
| Fuente ISTAT - Elaboración gráfica por parte de Wikipedia     |